# Farman F.31
Farman F.31 là một mẫu thử máy bay tiêm kích của Pháp trong thập niên 1910.

## Tính năng kỹ chiến thuật
Dữ liệu lấy từ Green & Swanborough, page 202
Đặc điểm tổng quát
- Kíp lái: 2
- Chiều dài: 7.35 m (24 ft 1 in)
- Sải cánh: 11.76 m (38 ft 6 in)
- Chiều cao: 2.58 m (8 ft 9 in)
- Trọng lượng rỗng: 869 kg (1916 lb)
- Trọng lượng có tải: 1469 kg (3239 lb)
- Powerplant: 1 × Liberty 12, 298 kW (400 hp)

Hiệu suất bay
- Vận tốc cực đại: 215 km/h (134 mph)

Vũ khí trang bị
- 2 × súng máy Vickers.303 in
- 1 × Súng máy Lewis.303 in